# Почётный красногвардеец

Красногвардеец на памятнике Т. Г. Шевченко в Харькове

Почётный красногвардеец — почётное звание и знак.

## История

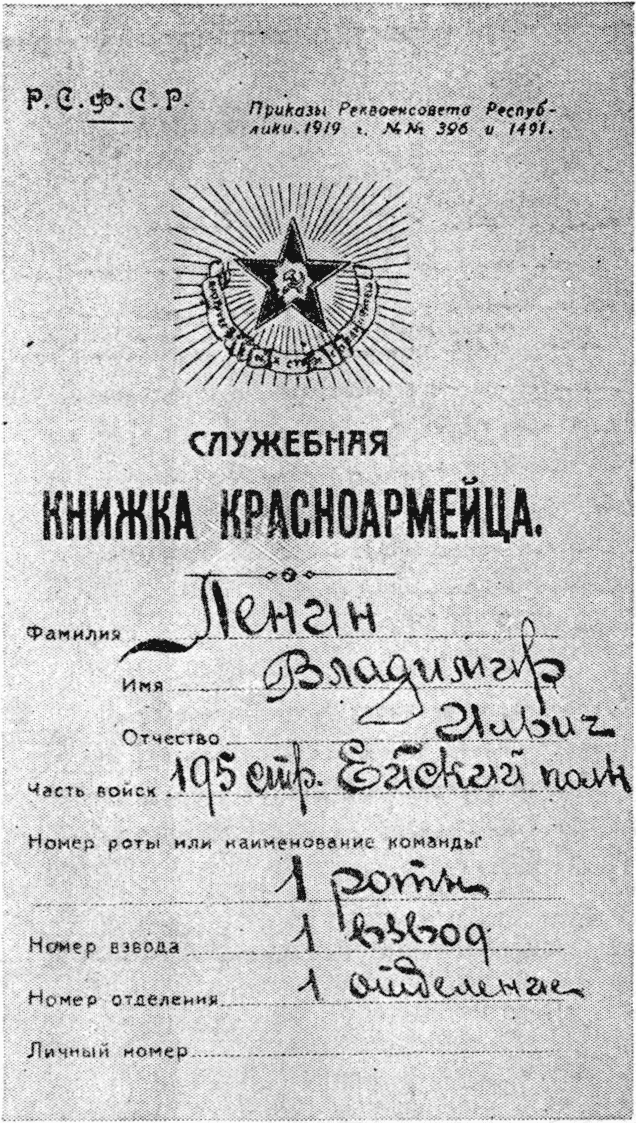

Отличительным знаком красногвардейца была красная нарукавная повязка с надписью «Красная гвардия», однако некоторые отряды Одессы и Харькова имели также и свои нагрудные знаки. Этот знак был изготовлен в апреле 1917 г. для замены нарукавной повязки с надписью «СРДКГ» (Красная гвардия Совета рабочих депутатов). Необходимость создания такого знака для Красной гвардии Одессы объяснялась тем, что во время февральской революции из тюрем были освобождены политзаключенные (в их числе и Г. И. Котовский), но вместе с ними на свободе оказались многие уголовники, которые начали грабить банки, магазины и т. д.. Для своих преступных акций они использовали фальшивые повязки. Чтобы пресечь эту дискредитацию Красной гвардии, Совет рабочих депутатов Одессы принял решение об учреждении нагрудного знака красногвардейца, предназначенного для ношения при исполнении служебных обязанностей. Объявили конкурс на лучший рисунок знака. Победителем стал один из организаторов и командиров Красной гвардии города А. М. Броэр. Знак, предложенный им, представлял собой овальную пластинку, обрамленную красной эмалевой лентой с надписью «Красная-СРД-гвардия». В центре знака — изображение рабочего с красным знаменем в руках. В нижней части знака — скрещенные сабля и винтовка и под ними — пластина с порядковым регистрационным номером, соответствующим номеру мандата красногвардейца. На заводе «Ропит» было изготовлено 2 000 знаков. Половину их успели раздать красногвардейцам. Знак № 1 был вручен его автору А. М. Броэру. В период захвата Одессы белогвардейцами и интервентами остаток невручённых знаков Броэр спрятал в катакомбах. В апреле 1923 г. принято постановление о том, что бывшие красногвардейцы, прошедшие перерегистрацию, имеют право пожизненного ношения знака. Был учреждён знак «Почётный красногвардеец».

## Описание знака
Он представлял собой копию прежнего знака с некоторыми изменениями. Организаторам Красной гвардии Одессы и членам секции Совета рабочих депутатов вручался знак золотистого цвета с золотым изображением винтовки и сабли, с надписью на знамени «За власть советов!». Вместо номера помещалась дата создания Красной гвардии «1917». Бывшие рядовые красногвардейцы получили знаки серебристого цвета с порядковым номером и изображением ключа и молота на знамени. Знак № 1, как и в 1917 году, получил его автор. Ему же было предоставлено право от имени Одесского губисполкома вручить почётные знаки вождю революции В. И. Ленину, а также К. Е. Ворошилову, Ф. Э. Дзержинскому.